# Heiner Brand
Heiner Brand (Gummersbach, Alemanha, 26 de julho de 1952) é um ex-jogador de handebol alemão e agora treinador de handebol.
Ele competiu nos Jogos Olímpicos de Verão de 1976, e foi treinador da equipe nacional alemão desde 1997. Ele é a única pessoa que ganhou o Campeonato Mundial de Handebol, tanto como jogador (em 1978) como sendo treinador (em 2007).
Em 1976, Brand fazia parte da equipe do oeste alemão, que terminou em quarto lugar no torneio olímpico.